# Florian Imer
Florian Imer (La Neuveville, 8 november 1898 – Bern, 22 januari 1981) was raadsheer bij het hooggerechtshof van het kanton Bern, Zwitserland. 
Daarnaast schreef hij over de geschiedenis van La Neuveville en het district Jura bernois waartoe La Neuveville behoort.

## Levensloop
Imer groeide op in La Neuveville in het kanton Bern. Na zijn studies rechten aan de universiteit van Bern, was hij vanaf 1923 werkzaam als advocaat. Hij was politiek actief in de Bauern-, Gewerbe- und Bürgerpartei; namens de partij zetelde hij in de lokale rechtbank van het district Neuveville van 1926 tot 1933 als regeringscommissaris.
In 1933 behaalde Imer de graad van doctor in de rechten. Imer werd benoemd tot raadsheer bij het hooggerechtshof van het kanton Bern, wat hij bleef tot zijn pensionering in 1968. 
Tijdens de Tweede Wereldoorlog was Imer hoofd van de juridische dienst van de interneringen in het kanton Bern. Hij had de rang van majoor bij de Zwitsers infanterie.
Tijdens de periode 1950-1954 was Imer voorzitter van het hooggerechtshof.
In 1965 werd Imer verkozen tot voorzitter van de vereniging Bernische Juristenverein, de Bernse juristenvereniging.
Naast zijn rechterlijk werk interesseerde Imer zich in de geschiedenis van zijn geboortedorp en -streek. Hij publiceerde artikels hierover, alsook over het verleden van de families Imer en Gélieu, bijvoorbeeld het boek Rose de Gélieu et les siens in 1974.